# Примексиканська низовина
30° пн. ш. 93° зх. д. / 30° пн. ш. 93° зх. д.
Примексика́нська низовина — низовина на південному сході Північної Америки на півдні Сполучених Штатів Америки і північному сході Мексики. На північному сході межує з Приатлантичною низовиною; на півночі — з Центральними рівнинами, горами Аппалачі і Уошито; на північному заході — з плато Великими рівнинами; з півдня омивається подами Мексиканської затоки. Максимальна ширина становить 350 км, висота — до 150 м. Великі портові міста: Новий Орлеан, Х'юстон, Корпус-Крісті, Тампіко, Веракрус.
Складена товщею морських і річкових осадових порід потужністю до 6—10 км, що містить великі родовища нафти і газу. Поверхня поступово підвищується з півдня на північ, утворюючи кілька паралельних куестових гряд. Її перетинають долини великих річок — Міссісіпі, Алабама, Бразос і Ріо-Гранде. Узбережжя здебільшого лагунне, з численними естуаріями.

## Клімат і рослинність
Клімат змінюється від субтропічного на півночі до тропічного на півдні. Середня температура січня на півночі від 4° до 8 °С, на узбережжі до 12 °С, липня 26—28 °С. Кількість атмосферних опадів на рік: 600—800 мм на заході, 1200—1500 мм на сході. Розвинені червоноземи, дерново-карбонатні (на вапняках) та дерново-алювіальні (у заплавах річок) ґрунти. Широко поширені болотні ґрунти.
Понад третини території покрито лісами (соснові бори з карликовими пальмами у підліску; мішані із сосни з вічнозеленими дубами, магноліями; по річках галерейні ліси з нису, болотного кипариса, тополі; на побережжі — марші). На заході переважає савана. Розвинена лісова промисловість.
На більшій частині території — посіви бавовнику, на узбережжі — плантації тютюну, цукрового очерету і рису; субтропічне плодівництво.